# Michelle Splietelhof
Michelle Splietelhof (Schiedam, 23 augustus 1982) is een Nederlands musicalactrice die in de musical Zorro de rol van Luisa speelde.

## Opleiding
Michelle Splietelhof volgde in combinatie met het vwo, dans-, spel- en zanglessen in Den Haag. Daarnaast kreeg ze zanglessen van Nancy Meijer en Jimmy Hutchinson en in Berlijn bij Christian Schleicher en Perrin Manzer Allen.
Tevens volgde zij diverse musicalworkshops bij het Koninklijk Ballet van Vlaanderen.

## Carrière
Splietelhof begon op amateurniveau in de musical Robin Hood met de hoofdrol van Lady Marian en als Maria in West Side Story.
In het seizoen 2006-2007 was ze te zien in de musical Cats in het ensemble en als understudy Spikkelpikkelmies en Grisabella. In het seizoen 2008-2009 speelde Splietelhof in het ensemble van de klassieke musical Les Misérables. In juli 2008 speelde zij de rol van Aveline in de rockopera Equilibrio naast John Vooijs en vanaf het seizoen 2011-2012 die van Luisa in de musical Zorro.
Ook speelde Splietelhof in het buitenland. In Duitsland was ze van 2008 tot 2010 te zien in de musical Der Schuh Des Manitu. Hierin speelde ze de vrouwelijke hoofdrol van Uschi. Is in 2019-2020 te zien als vocalist in Queen The music.

## Privé
Splietelhof heeft met haar ex-partner Tommie Christiaan een dochter. Ze speelde met hem in de musical Zorro.

## Musicals
- 2004-2005 - Vincent - Sien
- 2006-2007 - Cats - ensemble, understudy Spikkelpikkelmies en Grisabella
- 2008 - Equilibrio - Aveline
- 2008-2009 - Les Misérables - ensemble en fabrieksmeisje
- 2008-2010 - Der Schuh Des Manitu - Uschi
- 2011-2012 - Zorro - Luisa
- 2012-2013 -  Saturday Night Fever - Stephanie Mangano[1]
- 2013-2014 - Sister Act! - ensemble en Tina
- 2015-2018 - Dinnershow Pandora - Miss Pandora

## Prijzen
- Voor haar rol als Luisa in de musical Zorro werd Splietelhof in 2011 genomineerd voor een John Kraaijkamp Musical Award in de categorie "beste vrouwelijke bijrol in een grote productie".